# أحمد يسري
أحمد يسري (2 يونيو 1973 -) هو مخرج وكاتب سيناريو مصري

## حياته
من مواليد 1973. تخرج في عام 1996 من أكاديمية الفنون المعهد العالي للسينما متخصصة في الأفلام الروائية الطويلة، موسيقى كليب، الإعلانات التلفزيونية، وثائقية، والبرامج التلفزيونية.
في عام 1995 بدأ مشواره الفني بالعمل كمساعد مخرج مع المخرج طارق العريان في الموسيقى والفيديو كليب والإعلانات التلفزيونية ثم انتقل إلى قناة النيل للترفيه مع سلمى الشماع عام 2006 لإخراج البرامج التلفزيونية والعروض الحية. في عام 2006 عمل في إعداد وإدارة العملية في قناة النيل للترفيه عمل مع العديد من مشاهير المطربين مثل مي سليم، إيوان، بشرى، دوللي شاهين، محمد علاء، عباس إبراهيم، شذى، حاتم فهمي.

## أعماله

### الأفلام
- 2007: 45 يوم
- 2008: بوشكاش
- 2009: حفل زفاف
- 2021: ريتسا

### المسلسلات
- 2011: شارع عبد العزيز
- 2020: طاقة حب
- 2021: إلا أنا 2

### تأليف
- 2007: 45 يوم
- 2009: حفل زفاف

## وصلات خارجية
- أحمد يسري على موقع IMDb (الإنجليزية)
- أحمد يسري على موقع قاعدة بيانات الأفلام العربية